# Lisbon (Ohio)
Lisbon és una població dels Estats Units a l'estat d'Ohio. Segons el cens del 2000 tenia 2.788 habitants.

## Demografia
Segons el cens del 2000, Lisbon tenia 2.788 habitants, 1.133 habitatges, i 696 famílies. La densitat de població era de 969,8 habitants/km².
Dels 1.133 habitatges en un 30,1% hi vivien nens de menys de 18 anys, en un 46,5% hi vivien parelles casades, en un 11,9% dones solteres, i en un 38,5% no eren unitats familiars. En el 34,3% dels habitatges hi vivien persones soles el 16,8% de les quals corresponia a persones de 65 anys o més que vivien soles. El nombre mitjà de persones vivint en cada habitatge era de 2,37 i el nombre mitjà de persones que vivien en cada família era de 3,07.
Per edats la població es repartia de la següent manera: un 24,9% tenia menys de 18 anys, un 8,8% entre 18 i 24, un 27,8% entre 25 i 44, un 22,6% de 45 a 60 i un 15,9% 65 anys o més.
L'edat mediana era de 38 anys. Per cada 100 dones de 18 o més anys hi havia 87 homes.
La renda mediana per habitatge era de 27.841 $ i la renda mediana per família de 36.707 $. Els homes tenien una renda mediana de 29.271 $ mentre que les dones 19.826 $. La renda per capita de la població era de 14.097 $. Aproximadament el 10,1% de les famílies i el 14,1% de la població estaven per davall del llindar de pobresa.

## Poblacions més properes
El següent diagrama mostra les poblacions més properes.